# Epiblema grandiflorum
Epiblema grandiflorum là một loài thực vật có hoa trong họ Lan. Loài này được R.Br. mô tả khoa học đầu tiên năm 1810.